# Odontodiplosis karnerensis
Odontodiplosis karnerensis är en tvåvingeart som först beskrevs av Ephraim Porter Felt 1907.  Odontodiplosis karnerensis ingår i släktet Odontodiplosis och familjen gallmyggor.
Artens utbredningsområde är New York. Inga underarter finns listade i Catalogue of Life.